# Penny Sartori
Penny Sartori là một nhà nghiên cứu y học người Anh chuyên về nghiên cứu cận tử.
Sartori từng hành nghề điều dưỡng chăm sóc đặc biệt trong suốt mười bảy năm liền, khoảng thời gian mà cô đã miệt mài chăm sóc cho rất nhiều bệnh nhân cận kề cái chết. Kết quả của những trải nghiệm này đã khiến Sartori bắt đầu vào việc nghiên cứu về trải nghiệm cận tử (TNCT), đỉnh điểm cuốn sách chuyên khảo được cô xuất bản mang tên The Near-Death Experiences of Hospitalized Intensive Care Patients: A Five Year Clinical Study (tạm dịch: Trải nghiệm cận tử của bệnh nhân nằm viện được chăm sóc đặc biệt: Nghiên cứu lâm sàng kéo dài năm năm), do NXB Edwin Mellen Press ấn hành vào năm 2008. Nhờ tác phẩm này đã giúp Sartori lấy được bằng tiến sĩ vào năm 2005. Hiện cô đang là giảng viên kiêm luôn vai trò nhà tư vấn.
Trải nghiệm cận tử do Sartori nghiên cứu đều liên quan đến cả những người theo đạo và không theo đạo.
Cuốn sách tiếp theo của Sartori nhan đề The Wisdom Of Near-Death Experiences (tạm dịch: Hiểu biết về TNCT), khám phá sâu hơn tính xác thực của TNCT.